# William Kumuyi
William Kumuyi (ur. 9 czerwca 1941) – nigeryjski pastor zielonoświątkowy, teleewangelista i założyciel Biblijnego Kościoła Głębszego Życia w Lagos. Jest autorem kilku książek. W 1973 r. pracował jako wykładowca na Uniwersytecie w Lagos. Ożenił się ponownie w październiku 2010 roku w Londynie, po 18 miesiącach od śmierci pierwszej żony.
W kwietniu 2013 roku Kumuyi został uznany za jednego z „500 najbardziej wpływowych ludzi na świecie” przez Foreign Policy Magazine.